# Emil Glockner
Emil Glockner (* 24. Oktober 1837 in Karlsruhe; † 7. Juli 1921 in Bad Griesbach) war Präsident der Oberrechnungskammer von Baden, Staatsrat und Mitglied der Ersten Kammer der Badischen Ständeversammlung.

## Leben
Emil Glockner wurde als Sohn eines Geheimen Finanzrates geboren. Er besuchte das Lyzeum zu Karlsruhe und studierte von 1856 bis 1860 Rechtswissenschaften und Kameralwissenschaften in Heidelberg, München und Berlin. 1860 legte er die Staatsprüfung für den höheren badischen Finanzdienst ab und wurde 1870 Kollegialmitglied der badischen Steuerdirektion. Von 1870 bis 1872 war Glockner bei der Verwaltung der indirekten Steuern und Zölle in Elsass-Lothringen tätig. Zwei Jahre später wurde er Kollegialmitglied des badischen Finanzministeriums und 1875 Ministerialrat. Außerdem wurde er 1884 zum Steuerdirektor ernannt und 1902 wurde ihm der Titel und Rang eines badischen Staatsrates verliehen. Er war fast nur theoretisch auf dem Gebiet der Steuerverwaltung tätig und besonders bei der Reform der badischen direkten Steuern und ferner in den letzten Jahren bei der Neueinschätzung der Waldungen und sonstiger Grundstücke und Gebäude. Daneben engagierte sich Glockner seit 1905 als Mitglied der Ersten Kammer der Badischen Ständeversammlung.